# Càncer infantil
El càncer infantil és càncer en un nen. Als EUA, un criteri adoptat arbitràriament per tipificar els càncers pediàtrics inclou els casos diagnosticats entre el naixement i la fi dels 14 anys (14 anys i 11,9 mesos). No obstant això, la definició de càncer infantil a vegades inclou adolescents d'entre 15 i 19 anys. L'oncologia pediàtrica és la branca de la medicina dedicada al diagnòstic i tractament del càncer en nens.
A tot el món, s'estima que el càncer infantil té una incidència de més de 175.000 individus a l'any i una taxa de mortalitat d'aproximadament 96.000 a l'any. Als països desenvolupats, el càncer infantil té una mortalitat aproximada del 20% dels casos. En contextos de recursos baixos, en canvi, la mortalitat és aproximadament del 80%, o fins i tot del 90%, als països més pobres del món. En molts països desenvolupats, la incidència augmenta lentament, ja que les taxes de càncer infantil van augmentar un 0,6% anual entre 1975 i 2002 als Estats Units i un 1,19% anual entre 1991 i 2010 a Europa. A diferència dels càncers en adults, que solen sorgir a causa de anys de danys en l'ADN, els càncers infantils són causats per alteracions dels processos normals de desenvolupament.

## Senyals i símptomes

### Problemes d'aprenentatge
Els nens amb càncer corren el risc de desenvolupar diversos problemes cognitius o d'aprenentatge. Aquestes dificultats poden estar relacionades amb lesions cerebrals i del sistema nerviós central derivades del propi càncer, com ara un tumor cerebral primari o metastàtic o amb efectes secundaris de tractaments contra el càncer com la quimioteràpia i la radioteràpia. Són mètodes terapèutics que, eventualment, poden danyar la substància blanca del cervell i alterar l'activitat cerebral.
Els dèficits de la cognició provocats per aquests canvis iatrogènics reben el nom de deteriorament cognitiu post-càncer (postcancer cognitive impairment o PCCI, segons la sigla anglèsa) i també es coneixen com "cervell de quimioteràpia" o chemotherapy-induced cognitive impairment. Són termes emprats habitualment per denominar als supervivents del càncer que presenten problemes de pensament i memòria després del tractament anticancerós. Els investigadors no estan segurs de què causa exactament aquest trastorn, però afirmen que és probable que estigui relacionat amb el mateix càncer, amb el tractament del càncer o que sigui una reacció emocional a tots dos.
Aquest deteriorament cognitiu es nota habitualment durant alguns anys després que un nen hagi estat sotmès a una teràpia antineoplàstica. Quan un supervivent del càncer infantil torna a l'escola, pot obtenir puntuacions més baixes en les proves, problemes amb la memòria, l'atenció i el comportament, així com una mala coordinació ull-mà i unes etapes de desenvolupament operacional lentes. Els pares poden sol·licitar per als seus fills programes educatius individualitzats a l'escola si la seva discapacitat d'aprenentatge cognitiu afecta el seu rendiment acadèmic.

## Factors de risc
Els factors familiars i genètics s'identifiquen en un 5-15% dels casos de càncer infantil. En <5-10% dels casos, es coneixen exposicions ambientals i factors exògens, com ara l'exposició prenatal al fum de tabac, als raigs X o a certs medicaments. No obstant això, per al 75-90% restant dels casos, es desconeixen les causes individuals. En la majoria dels casos, com en la carcinogènesi en general, se suposa que els càncers impliquen múltiples factors de risc i variables epigenètiques.
Entre els aspectes que fan que els factors de risc del càncer infantil siguin diferents dels observats en els càncers en adults es troben:
- Exposicions diferents, i de vegades úniques, a perills ambientals que poden provocar el futur desenvolupament d'un càncer.[16] Els nens sovint han de confiar en els adults per protegir-los dels agents ambientals tòxics.
- Sistemes fisiològics immadurs per catabolitzar o metabolitzar substàncies ambientals
- Durant el creixement i el desenvolupament prenatal, perinatal i postnatal dels nens hi ha unes fases conegudes com a "finestres de desenvolupament", en les quals existeixen certes "finestres crítiques de vulnerabilitat" a la carcinogènesi.[17]

A més, una esperança de vida més llarga en els nens implica més temps perquè es manifestin processos neoplàstics malignes amb llargs períodes de latència, augmentant el risc de desenvolupar alguns tipus de càncer més endavant a la vida.
L'edat avançada dels pares s'ha associat amb un augment del risc de càncer infantil en els fills. Hi ha causes de malignitat tumoral infantil evitables, com ara un ús indegut de la radiació ionitzant mitjançant tomografia computada quan la prova no està indicada o quan s'utilitzen protocols radiològics per a adults.

## Diagnòstic

### Tipus

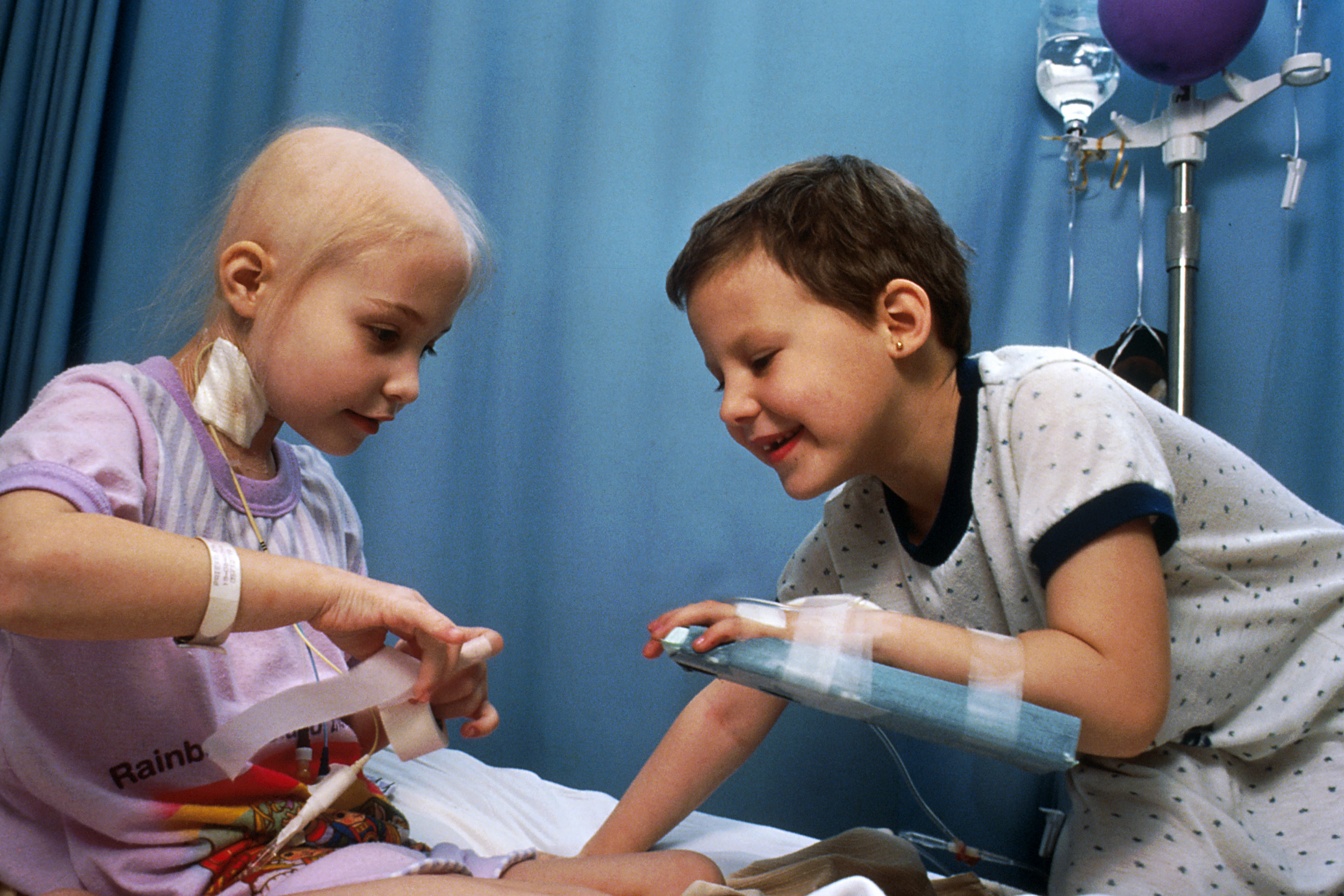
Dues noies amb leucèmia limfocítica aguda mostrant l'accés intravenós per a la quimioteràpia.

Els càncers més freqüents en nens són la leucèmia (32%), els tumors cerebrals (18%) i els limfomes (11%). El 2021, les estadístiques de l'Institut Nacional del Càncer van indicar que 15.590 nens i adolescents d'entre 0 i 19 anys dels EUA serien diagnosticats de càncer i que aquest causaria la mort de 1.780 d'ells.
El 2005, es va trobar que 2,9 de cada 100.000 persones de 0 a 19 anys tenien càncer del cervell o del sistema nerviós central i un 0,7 per cada 100.000 van morir per aquest motiu. El nombre de casos nous va ser més alt entre el grup d'edat d'1 a 4 anys, però el nombre de defuncions va ser més alt entre el grup d'edat de 10 a 14 anys. Aquests càncers es van trobar amb més freqüència en nens d'entre 1 i 4 anys, però la majoria de les defuncions es van produir entre els 5-9 anys. Les morts per càncers pediàtrics als EUA s'han reduït un 70% en el decurs dels darreres quatre dècades. El limfoma infantil amb major prevalença és el limfoma de Hodgkin clàssic. Els principals subtipus de tumors de cervell i de el sistema nerviós central en els nens són: astrocitoma, glioma de tronc encefàlic, craniofaringioma, ganglioglioma desmoplàsic infantil, ependimoma, glioma d'alt grau, medul·loblastoma i tumor teratoide/rabdoide atípic.
Altres tipus de càncer infantil menys freqüents són:
- Neuroblastoma (6%, sistema nerviós)
- Tumor de Wilms (5%, ronyó)[33]
- Limfoma no Hodgkin (4%, sang)[34]
- Càncer de tiroide (6%, glàndula tiroide)[35]
- Rabdomiosarcoma infantil (3%, molts llocs)[36]
- Retinoblastoma (3%, ull)[37]
- Osteosarcoma (3%, càncer ossi)[38]
- Sarcoma d'Ewing (1%, molts llocs)[39]
- Tumors de cèl·lules germinals (5%, molts llocs)[40]
- Blastoma pleuropulmonar,[41] adenocarcinoma de pulmó[42] (1%, pulmó i pleura)
- Pancreatoblastoma.[43] (menys del 1%, pàncrees)
- Hepatoblastoma,[44] sarcoma indiferenciat embrionari hepàtic[45] i carcinoma hepatocel·lular[46] (2%, càncers hepàtics)

## Oncologia per a adolescents i adults joves
L'oncologia per a adolescents i adults joves és una subespecialitat mèdica que s'ocupa de la prevenció, el diagnòstic i el tractament del càncer en pacients de 13 a 30 anys. Els estudis han demostrat repetidament que, tot i que les taxes de supervivència del càncer pediàtric han augmentat, la taxa de supervivència en adolescents i adults joves s'ha mantingut estancada. Tot i que existeixen molts assaigs clínics per a adults amb càncer i nens amb càncer, aquesta franja de'edat no sol ser utilitzada pels assajos clínics. La majoria d'assaigs clínics pediàtrics fan servir a pacients de fins a 21 anys. A més, la joventut comporta problemes que adults i nens poques vegades tenen, inclosos els problemes universitaris, la fertilitat i el sentiment de solitud. Els estudis sovint han demostrat que el tractament d'adults joves amb els mateixos protocols que s'utilitzen en pediatria són més eficaços que els dissenyats per adults més grans.

## Tractament
Els càncers infantils no solen ser tumors amb oncògens clínicament definits i quasi sempre el tractament és una combinació de quimioteràpia i radioteràpia. Els avenços terapèutics en oncologia pediàtrica han aconseguit un nivell de curació molt alt d'aquests processos, almenys en els països del Primer Món. La citotoxicitat de la quimioteràpia, però, pot donar lloc a comorbiditats relacionades amb el tractament immediat i a llarg termini. En el cas dels nens sotmesos a tractament per al càncer d'alt risc, més del 80% experimenta una toxicitat greu o mortal com a conseqüència del seu tractament.

## Pronòstic
Els supervivents adults de càncer infantil tenen algunes dificultats físiques, psicològiques i socials.
La malaltia cardíaca prematura és una complicació important a llarg termini en supervivents adults de càncer infantil. Els supervivents adults són vuit vegades més propensos a morir de malalties del cor que altres persones i més de la meitat dels nens tractats per càncer desenvolupen algun tipus d'anomalia cardíaca, tot i que pot ser asimptomàtica o massa lleu per qualificar-se per al diagnòstic clínic de malalties del cor.
Els supervivents del càncer infantil també corren el risc de desenvolupar efectes adversos sobre els ronyons i el fetge. El risc d'efectes adversos tardans del fetge en els supervivents del càncer infantil augmenta en aquells que han tingut radioteràpia al fetge i en persones amb factors com un índex de massa corporal més alt i una hepatitis vírica crònica. La cirurgia hepàtica i alguns tractaments farmacològics també poden augmentar el risc d'efectes hepàtics adversos en els supervivents del càncer infantil.

## Epidemiologia
A nivell internacional, la major variació en la incidència del càncer infantil es produeix en comparar els països amb ingressos alts amb països amb ingressos baixos. Això pot resultar de les diferències en la capacitat de diagnosticar el càncer, les diferències de risc entre els diferents subgrups de població ètnica o racial, així com les diferències en els factors de risc. Un exemple d'aquesta heterogeneïtat factorial es troba en els casos de limfoma de Burkitt pediàtric, una forma de limfoma no Hodgkin que emmalalteix anualment de 6 a 7 nens de cada 100.000 a parts de l Àfrica subsahariana, on s'associa amb antecedents de coinfecció pel virus d'Epstein-Barr i per la malària. Als països industrialitzats, el limfoma de Burkitt no s'associa a aquestes afeccions infeccioses.

### Estats Units
Tot i els avenços en el seu diagnòstic i tractament, als Estats Units el càncer és la segona causa de mort més freqüent entre nens d'entre 1 i 14 anys, només superada pels accidents. Més de 16 de cada 100.000 nens i adolescents dels EUA van ser diagnosticats de càncer i gairebé 3 de cada 100.000 van morir per la malaltia. El 2012, es va estimar que hi havia una incidència de 12.000 nous casos i 1.300 morts per càncer en els nens estatunidencs de 0 a 14 anys. Estadístiques de l'informe de la Societat Americana del Càncer de 2014:
Edats fins als 14 anys
| Sexe  | Incidència | Mortalitat | Supervivència observada % |
| ----- | ---------- | ---------- | ------------------------- |
| Nois  | 178,0      | 23.3       | 81,3                      |
| Noies | 160,1      | 21.1       | 82,0                      |

De 15 a 19 anys
| Sexe  | Incidència | Mortalitat | Supervivència observada % |
| ----- | ---------- | ---------- | ------------------------- |
| Nois  | 237,7      | 34,5       | 80,0                      |
| Noies | 235,5      | 24.7       | 85,4                      |

Nota: les taxes d'incidència i mortalitat són per cada 1.000.000 i s'ajusten a l'edat a la població estàndard dels 2000. El percentatge de supervivència observat es basa en dades del 2003-2009.

### Regne Unit
El càncer en nens és escàs al Regne Unit, amb una mitjana de 1.800 diagnòstics cada any, però que contribueix a menys de l'1% de totes les morts relacionades amb el càncer. La mortalitat més alta de tots els càncers pediàtrics combinats al Regne Unit correspon al grup d'edat d'entre els 5 i els 9 anys. Del 2017 al 2019 van morir de càncer 230 nens, sent els càncers del cervell/sistema nerviós central la causa més freqüent.

## Espanya
A l'Estat espanyol, la incidència del càncer pediàtric és de 1.100 casos nous/any (155,5 casos per cada milió de nens/nenes menors de 15 anys). La Federación Española de Padres de Niños con Cáncer (FEPNC) va llançar la iniciativa "Ajuda'ls. Són només nens", que pretén sensibilitzar la societat sobre la malaltia en els nens perquè, abans de res, se'ls vegi com el que són: nens.

## Entitats benèfiques i recaptació de fons

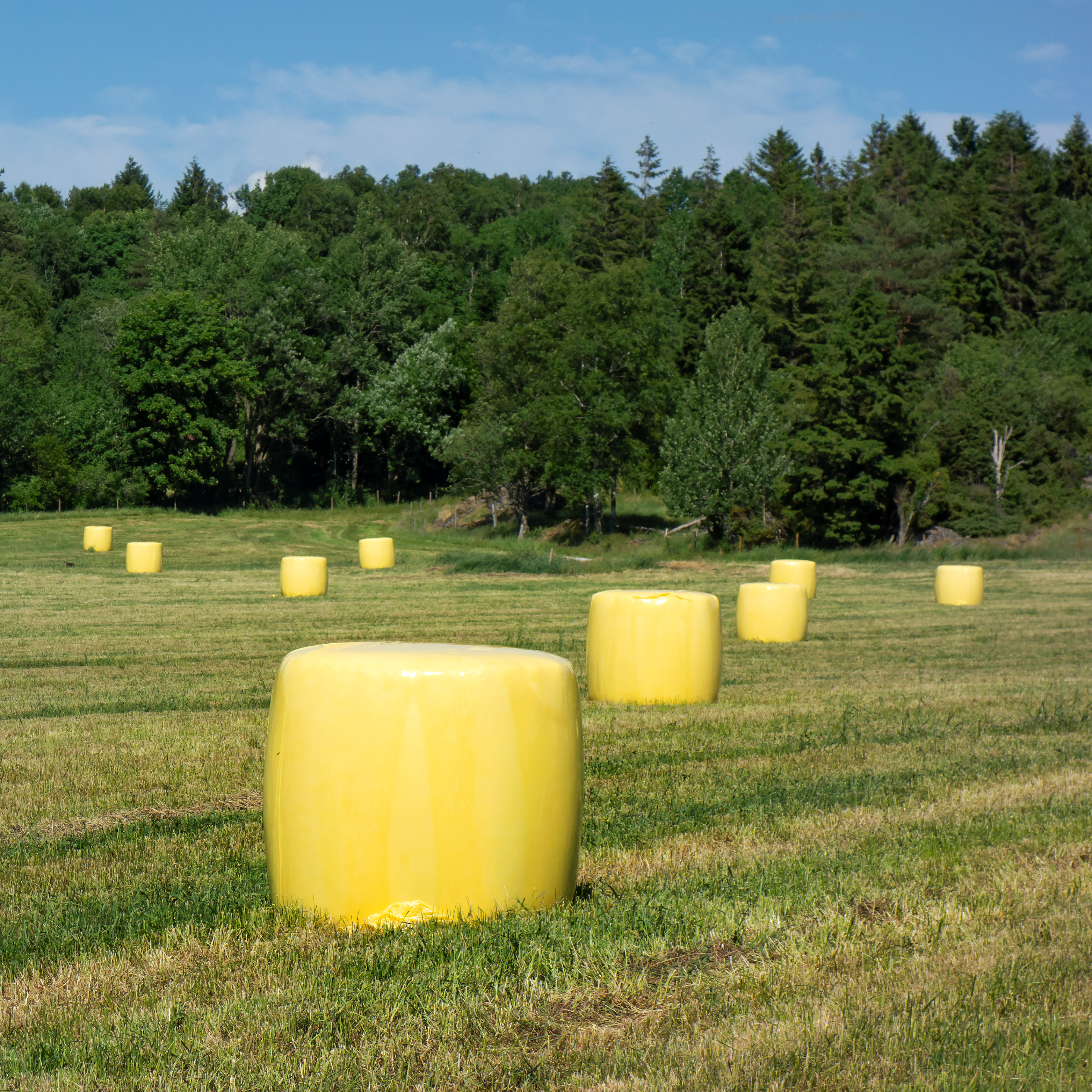
Part de la recaptació de la venda d'embalatges d'ensilatge groc es destina a la investigació del càncer infantil, Brastad, Suècia

Actualment, hi ha diverses organitzacions que tenen com a principal objectiu combatre el càncer infantil. Entre les organitzacions centrades en el càncer infantil a través de programes d'investigació mèdica i/o suport al càncer pediàtric s'inclouen: Childhood Cancer Canada, Young Lives vs Cancer i el Children's Cancer and Leucemia Group (al Regne Unit), Child Cancer Foundation (a Nova Zelanda), Children's Cancer Recovery Foundation (als Estats Units d'Amèrica), American Childhood Cancer Organization (als Estats Units), Childhood Cancer Support (Austràlia) i l'Associació Hayim (Israel). La Fundació Alex's Lemonade Stand permet a la gent dels Estats Units recaptar diners per a la investigació del càncer pediàtric organitzant estands de llimonada. La National Pediatric Cancer Foundation se centra a trobar tractaments menys tòxics i més eficaços per als càncers pediàtrics. Aquesta fundació treballa amb 24 hospitals diferents dels Estats Units a la recerca de tractaments eficaços a la pràctica. Childhood Cancer International és la fundació mundial més gran de càncer pediàtric. Se centra en l'accés precoç a l'atenció de càncers infantils, centrant-se en el suport i la defensa del pacient.
Segons les estimacions d'experts en el camp del càncer pediàtric, el 2020 el càncer costarà 158 milions de dòlars anuals tant per a la investigació com per al tractament, cosa que suposa un augment del 27% des del 2010. Les maneres en què les persones poden ajudar a sufragar aquest cost inclouen el lliurament de xecs, aportar el seu temps lliure, recollir xavalla, vendre llimonada, organitzar qüestacions en festes veïnals o donar un percentatge dels beneficis de botigues o restaurants; així com subhastes o passejades en bicicleta. A més, moltes de les principals fundacions tenen botons de donació als seus llocs web.
A més d'impulsar la investigació centrada en el càncer, les fundacions també ofereixen suport a les famílies els fills dels quals estan afectats per la malaltia. Els grups de suport s'ofereixen tant en hospitals com en línia i estan finançats per les diferents fundacions. Els seus col·laboradors organitzen grups de suport presencials i en línia i orienten les famílies cap a llibres que ajudin al procés d'adaptació. Totes es troben sota la designació 501 (c) 3, el que significa que són organitzacions sense ànim de lucre exemptes d'impostos, segons la normativa estatunidenca. El "Dia internacional contra el càncer infantil" se celebra anualment el 15 de febrer.